# Sini, Jharkhand
Sini là một thị trấn thống kê (census town) của quận Pashchimi Singhbhum thuộc bang Jharkhand, Ấn Độ.

## Địa lý
Sini có vị trí 22°48′B 85°58′Đ / 22,8°B 85,97°Đ Nó có độ cao trung bình là 183 mét (600 feet).

## Nhân khẩu
Theo điều tra dân số năm 2001 của Ấn Độ, Sini có dân số 6489 người. Phái nam chiếm 53% tổng số dân và phái nữ chiếm 47%. Sini có tỷ lệ 72% biết đọc biết viết, cao hơn tỷ lệ trung bình toàn quốc là 59,5%: tỷ lệ cho phái nam là 80%, và tỷ lệ cho phái nữ là 63%. Tại Sini, 12% dân số nhỏ hơn 6 tuổi.